# Родригес, Сиксто
Сиксто Диас Родригес (англ. Sixto Diaz Rodriguez; также известен как Хесус Родригес или просто Родригес; 10 июля 1942, Детройт — 8 августа 2023) — американский фолк-музыкант, композитор и поэт, живший в Детройте, штат Мичиган. Его творчество приобрело чрезвычайную популярность в 1970-х — 1980-х годах в ЮАР, распространившись в виде бутлегов и пиратских копий, о чём не подозревал сам музыкант. В период апартеида он стал кумиром либерально-ориентированной части южноафриканского общества. Однако он ошибочно считался южноафриканской публикой трагически погибшим. История поиска музыканта экранизирована в документальном фильме «В поисках Сахарного Человека» (англ. Searching for Sugar Man), удостоенного премии «Оскар» в 2013 году.

## Биография
Родригес родился и жил в Детройте, штат Мичиган. Он получил имя Sixto (искаженное исп. Sexto — «шестой»), потому что был шестым ребёнком в семье. Родители Родригеса принадлежали к рабочему классу. Его отец был мексиканским иммигрантом, который приехал в США в 1920 году. Мать Сиксто — также из Мексики. Его семья присоединилась к большой волне мексиканцев, хлынувшей на Средний Запад трудиться в основных отраслях промышленности. Мексиканцы в контексте тех исторических событий столкнулись с социальным отчуждением и маргинализацией.
В большинстве своих песен Сиксто так или иначе подчёркивает свою политическую и духовную позицию относительно грубости и жестокости, с которыми нередко сталкиваются люди из так называемых бедных кварталов. Он стал частью активно развивавшейся тогда контркультуры и писал песни, которые отличались яркими поэтическими образами и едкими комментариями в отношении традиционного американского образа жизни.
Сиксто всю жизнь работал исключительно в сфере физического труда: в основном на стройках или занимался сносом ветхих домов, пребывая сам среди бедных слоев общества. В 1976 году он за 50 долларов (примерно 270 долларов США по нынешнему курсу) приобрел полуразрушенный дом в Детройте, работал в этом городе строителем и рабочим.
В 1981 году Родригеc получил степень бакалавра философии в колледже Monteith Университета Уэйна (начальная академическая степень). Оставаясь политически активным и глубоко мотивированным в улучшении жизни рабочего класса, в 1989 году Родригес пытался баллотироваться в Городской совет Детройта (англ.). 9 мая 2013 года Родригес получил степень почётного доктора гуманитарных наук от альма-матер.
Сиксто Родригес умер 8 августа 2023 года в возрасте 81 года. У него остались три дочери: Эва, Сандра и Риган, и он был разлучен со своей второй женой Конни Коскос. Его семья активно участвовала в его карьере, и он часто брал их с собой в дорогу.

## Музыкальная карьера
В 1967 году под именем Род Ригес (англ. Rod Riguez) он выпустил сингл «I’ll Slip Away» на небольшом лейбле Impact. Три года спустя он заключил контракт на записи с Sussex Records, ответвленным подразделением Buddah Records.
В период сотрудничества с Sussex Records музыкант поменял свой прежний профессиональный псевдоним на настоящее имя — Сиксто Родригеc. Он записал два альбома с Sussex: Cold Fact в 1970 году и Coming from Reality в 1971 году. Продажи альбомов, к изумлению музыкальных знатоков, пошли крайне плохо, и лейбл перестал заботиться вопросами маркетинга и продвижения артиста. Родригеc перестал записываться и гастролировать, и исчез из музыкального бизнеса, хотя после релиза второго альбома активно формировался материал для третьего альбома.
Sussex Records прекратила своё существование в июле 1975 года в связи с невыплатой федеральных и региональных налогов на сумму в $ 62 тыс. Налоговая служба опечатала офисы и продала с аукциона все активы компании. Многие мастер-ленты лейбла исчезли и, как предполагается, были уничтожены.

## Популярность за рубежом
После неудачной попытки оказать влияние в Северной Америке, Родригеc бросил свою карьеру как музыкант. Хотя он был относительно неизвестным в его родной стране, к середине 1970-х годов его альбомы начали стремительно распространяться в Южной Африке, Ботсване, Родезии (ныне Зимбабве), Новой Зеландии и Австралии.
В середине 1970-х годов, после того, как Sussex Records свернула сбыт первых альбомов музыканта зарубежным заказчикам, австралийский лейбл Blue Goose Music купил австралийские права на бэк-каталог музыканта. Blue Goose переиздал два студийных альбома музыканта, а также выпустил сборник из лучших песен автора, включая неопубликованные записи 1973 года: «Can’t Get Away», «I’ll Slip Away» (перезапись его первого сингла) и «Street Boy».
В значительной степени популярности Родригеса в ЮАР способствовали неофициальные релизы (бутлеги) его альбома Cold Fact. Для многих молодых жителей этой страны они стали неофициальным гимном движения против апартеида, а самого Родригеса они ставили в один ряд с такими рок-звездами, как Боб Дилан, Джимми Хендрикс и Кэт Стивенс. Eго творчество в целом оказало существенное влияние на многих музыкантов, которые протестовали против правительства ЮАР того времени. Известно, что активист Стив Бико был поклонником Родригеса.
В конце 1970-х правительство ЮАР запретило передавать в радиоэфире самую известную композицию Родригеса Sugar Man, поскольку в ней содержались намеки на употребление наркотиков. В некоторых случаях власти специально царапали пластинки с этой песней, чтобы радиостанции не могли их использовать. Однако такие действия лишь помогли укрепить культовый статус Родригеса.
Музыкальное творчество Родригеса оказалось очень популярным и в Австралии, что позволило музыканту совершить успешные гастрольные туры в 1979 и 1981 годах.
В 1991 году оба его альбома были впервые выпущены на компакт-диске в Южной Африке, что помогло увековечить его славу.
Австралийские и южноафриканские поклонники музыканта о его судьбе ничего не знали. Некоторые даже верили в слухи о том, что Родригес якобы покончил с собой прямо на сцене в 1970-х годах.
В 1997 году, уже после падения режима апартеида, два южноафриканских поклонника Родригеса — Стивен Сегерман и Крэйг Бартоломью Страйдом решили начать расследование и выяснить, что это был за человек, «Родригес», и что с ним случилось. На самом деле Родригес жил тихой жизнью, почти забыв о музыкальной карьере. Все изменилось с появлением интернета. В 1997 году старшая дочь Родригеса Эва наткнулась на сайт, посвященный ее отцу, — и немедленно рассказала ему об этом. Вступив в контакт с авторами сайта и изучив свою давнюю славу в далекой стране, Родригес быстро согласился на свой первый южноафриканский тур.
Он отыграл подряд шесть аншлаговых концертов перед тысячами своих восторженных поклонников. Большую часть денег, заработанных от этого и последующих южноафриканских туров (в общей сложности более 30 концертов), он отдал друзьям и семье, неизменно возвращаясь в свой дом в Детройте, в котором он прожил более 40 лет. Старшая дочь Родригеса, Эва во время первого тура влюбилась в охранника, нанятого принимающей стороной на период тура, позже они поженились, и у Родригеса появился южноафриканский внук.
Документальный фильм о его первом турне, «Dead Men Don’t Tour: Rodriguez in South Africa 1998», был показан на SABC TV в 2001 году.
Далее он отыграл тур в Швеции, потом опять была Южная Африка, в 2001 и 2005 годах.
В 2007 и 2010 годах он посетил Австралию и отыграл на East Coast Blues & Roots Music Festival, популярном как в Мельбурне, так и в Сиднее. Его песня «Sugar Man» вошла в саундтрек фильма Candy 2006, в главной роли которого снялся Хит Леджер (Heath Ledger).
Альбомы Родригеса Cold Fact и Coming from Reality были переизданы Light in the Attic Records в 2009 году.
В 2012 году Родригеса ждала еще одна волна популярности — на этот раз по всему миру. Он стал главным героем документального фильма режиссера Малика Бенджеллуля «В поисках Сахарного Человека» (Searching for Sugar Man). Фильм получил премию «Оскар», и музыкант начал гастролировать во многих странах, выступал на крупнейших музыкальных фестивалях, в том числе на Коачелле и Гластонбери.
В 2013 году Родригес вёл переговоры со Стивом Роулэндом (Steve Rowland), продюсером его второго альбома Coming From Reality. В интервью журналу Rolling Stone Родригес поведал: «Я написал около тридцати новых песен. Он сказал мне, чтобы я отправил ему пару лент, и я собираюсь это сделать. Конечно, хочется увидеть новый альбом, потому что теперь он будет полон идей».

## Дискография
Студийные альбомы
- 1970 — Cold Fact
- 1971 — Coming from Reality

Концертные записи
- 1981 — Rodriguez Alive (Австралия)
- 1998 — Live Fact (ЮАР)

Сборники
- 1976 — After the Fact (переиздание Coming From Reality; ЮАР)
- 1977 — At His Best (Австралия)
- 1982 — The Best of Rodriguez (ЮАР)
- 2005 — Sugarman: The Best of Rodriguez (ЮАР)

Синглы
- 1967 — «I’ll Slip Away» b/w «You’d Like to Admit It» (под псевдонимом Род Ригес [Rod Riguez])
- 1970 — «Inner City Blues» b/w «Forget It»
- 1970 — «To Whom It May Concern» b/w «I Think of You»
- 1977 — «Sugar Man» b/w «Inner City Blues» (Австралия)
- 1978 — «Climb Up on My Music» b/w «To Whom It May Concern» (Австралия)
- 2002— «Sugar Man» b/w «Tom Cat» (by Muddy Waters) (Австралия)

Ремиксы
- 2015  — Kid Creme feat Sixto Rodriguez — Sugarman

## Список песен
| Год  | Название                                                          | Автор(ы)                              | Альбом                             |
| ---- | ----------------------------------------------------------------- | ------------------------------------- | ---------------------------------- |
| 1967 | I’ll Slip Away (под псевдонимом Род Родригес)                     | Сиксто Родригес                       | сингл I’ll Slip Away               |
| 1967 | You’d Like To Admit It (под псевдонимом Род Родригес)             | Сиксто Родригес                       | сингл I’ll Slip Away               |
| 1970 | Inner City Blues                                                  | Сиксто Родригес                       | Cold Fact                          |
| 1970 | Forget It                                                         | Сиксто Родригес                       | Cold Fact                          |
| 1970 | Sugar Man                                                         | Сиксто Родригес                       | Cold Fact                          |
| 1970 | Only Good for Conversation                                        | Сиксто Родригес                       | Cold Fact                          |
| 1970 | Crucify Your Mind                                                 | Сиксто Родригес                       | Cold Fact                          |
| 1970 | This Is Not a Song, It’s an Outburst: Or, the Establishment Blues | Сиксто Родригес                       | Cold Fact                          |
| 1970 | Hate Street Dialogue                                              | Гари Харвей, Майк Теодор и Дэни Коффи | Cold Fact                          |
| 1970 | I Wonder                                                          | Сиксто Родригес                       | Cold Fact                          |
| 1970 | Like Janis                                                        | Сиксто Родригес                       | Cold Fact                          |
| 1970 | Gommorah (A Nursery Rhyme)                                        | Гари Харвей, Майк Теодор и Дэни Коффи | Cold Fact                          |
| 1970 | Rich Folks Hoax                                                   | Сиксто Родригес                       | Cold Fact                          |
| 1970 | Jane S. Piddy                                                     | Сиксто Родригес                       | Cold Fact                          |
| 1971 | To Whom It May Concern                                            | Сиксто Родригес                       | Coming from Reality                |
| 1971 | I Think of You                                                    | Сиксто Родригес                       | Coming from Reality                |
| 1971 | Climb Up on My Music                                              | Сиксто Родригес                       | Coming from Reality                |
| 1971 | A Most Disgusting Song                                            | Сиксто Родригес                       | Coming from Reality                |
| 1971 | Heikki’s Suburbia Bus Tour                                        | Сиксто Родригес                       | Coming from Reality                |
| 1971 | Silver Words?                                                     | Сиксто Родригес                       | Coming from Reality                |
| 1971 | Sandrevan Lullaby — Lifestyles                                    | Сиксто Родригес                       | Coming from Reality                |
| 1971 | It Started Out So Nice                                            | Сиксто Родригес                       | Coming from Reality                |
| 1971 | Halfway Up the Stairs                                             | Сиксто Родригес                       | Coming from Reality                |
| 1971 | Cause                                                             | Сиксто Родригес                       | Coming from Reality                |
| 1977 | Can’t Get Away                                                    | Сиксто Родригес                       | At His Best                        |
| 1977 | Street Boy                                                        | Сиксто Родригес                       | At His Best                        |
| 2010 | I’m Gonna Live Till I Die [Live]                                  | Эл Хоффман, Мэнн Кёртис и Уолтер Кент | промосингл Inner City Blues        |
| 2011 | St. James Infirmary [Live]                                        | американская народная песня           | MOCAD V                            |
| 2016 | Just One Of Those Things [Live]                                   | Коул Портер                           | Rodriguez Rocks: Live In Australia |
| 2016 | Somebody To Love [Live]                                           | Дерби Слик                            | Rodriguez Rocks: Live In Australia |
| 2016 | Learnin' The Blues [Live]                                         | Долорес Сильверс                      | Rodriguez Rocks: Live In Australia |